# تپه بستان اوقلی ۴
تپه بستان اوقلی ۴ مربوط به دوره ساسانیان - دوره ایلخانی است و در استان قزوین، شهرستان آوج، بخش آبگرم، روستای شاخدار واقع شده و این اثر در تاریخ ۲۵ اسفند ۱۳۷۹ با شمارهٔ ثبت ۳۱۶۹ به‌عنوان یکی از آثار ملی ایران به ثبت رسیده است.